# Epidendrum isomerum
Epidendrum isomerum är en orkidéart som beskrevs av Rudolf Schlechter. Epidendrum isomerum ingår i släktet Epidendrum och familjen orkidéer. Inga underarter finns listade i Catalogue of Life.